# Komorní tón

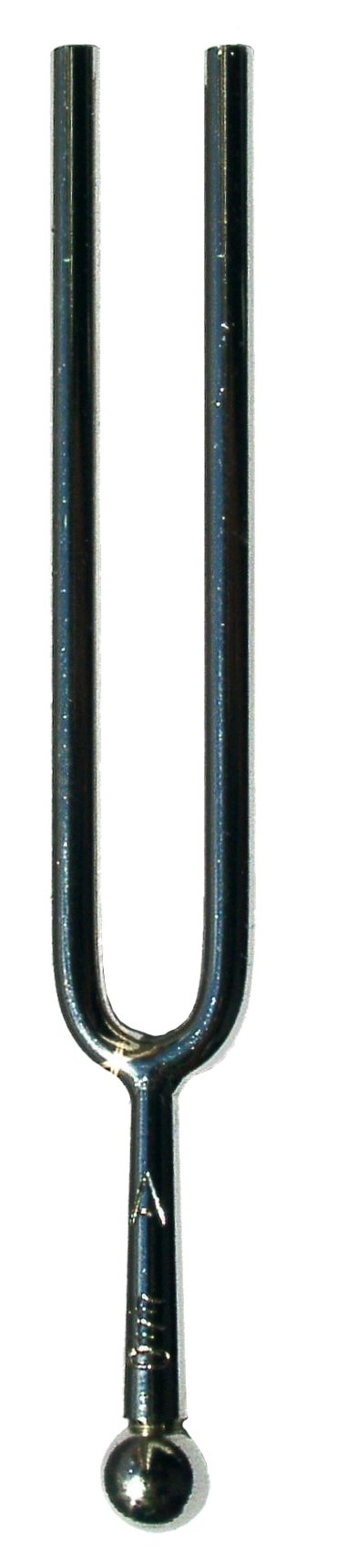
Ladicí vidlice – ladička (tón A)

Komorní tón je referenční tón podle kterého ladí skupina hudebních nástrojů. Komorní tón se může lišit ansámbl od ansámblu v průběhu celé hudební historie se jeho hodnota mohla velmi lišit. Dnes se nejčastěji jako referenční tón používá A4 (a’) o výšce  440 Hz (bývá také označován jako komorní a).

## Historie komorního tónu v západní hudbě
V minulosti byly používané různé výšky komorního tónu stejně jako bylo využíváno různých systémů hudebního ladění.

### Před 19. stoletím
Až do 19. století není evidována snaha o standardizaci, výška komorního tónu se velmi lišila napříč celou Evropou. Nejenže se výška lišila od místa k místu nebo v čase, výška se mohla lišit i v rámci jednoho města. Například výška ladění používaných pro varhany v anglických katedrálách bývala až o pět půltónů níž než výška ladění použitého pro domácí klávesové nástroje ve stejném městě.
Dokonce i v rámci jednoho kostela se mohla lišit v průběhu času, za což mohl tehdejší způsob ladění. Pro snížení tónu se konec varhanní píšťaly sklepal do kónu, nebo se pro zvýšení tónu rozklepal směrem ven. Když se v důsledku tohoto způsobu ladění konec píšťaly roztřepil, jednoduše se všechny píšťaly zkrátily, a varhany tak celkově hrály o něco výš.
V období baroka byla výška komorního tónu od A =  465 Hz (Benátky, 17. stol) až po A =  392 Hz (Francie, 18. stol).
Celkově se dá použít několik zjednodušení:
- komorní tón byl na severu Německa vyšší, zatímco na jihu byl nižší
- komorní tón byl v Římě nižší, zatímco v Benátkách byl vyšší
- ve Francii byla výška komorního tónu závislá podle toho, zda se hrála komorní hudba, opera, nebo něco jiného[2]

Od počátku 18. století se mohlo ladit za pomoci ladičky (vynalezena roku 1711), ačkoliv i zde existovaly rozdíly. Například ladička z roku 1740, která patřila Händelovi, byla laděna na A =  422,5 Hz, zatímco pozdější z roku 1780 byla laděna na A =  409 Hz, tj. přibližně o čtvrttón níže. Ladička, která patřila Beethovenovi, byla laděna na A =  455,4 Hz, tj. o více než půltón výše.
Ke konci 18. století se komorní A pohybovalo v rozsahu  400 Hz až  450 Hz.
Zde citované frekvence jsou založeny na moderním měření, tudíž nemusely být známé tehdejším hudebníkům. Ačkoliv Mersenne hrubě určoval zvukové frekvence už v 17. století, přesné měření nastalo až v třicátých letech 20. století prací německého fyzika Johanna Scheiblera. Dříve užívaná jednotka výšky tónu „cykly za sekundu“ byla ve dvacátém století na počest Heinricha Rudolfa Hertze přejmenovaná na hertz (Hz)

### Zvyšování komorního tónu
V průběhu historie kdy se instrumentální hudba stávala významnější (oproti hlasovému projevu) byla setrvalá tendence zvyšovat komorní tón. Tohle navyšování bylo do značné míry produktem instrumentalistů, kteří si navzájem konkurovali a kde každý z nich se pokoušel zahrát jasnější, "zářivější" tón než jeho konkurenti. (U strunných nástrojů nejde o iluzi – pokud se naladí výš, tak skutečně zní jasněji, protože napnutější struna způsobuje větší amplitudy u harmonických tónů). Tento trend byl také zřetelný i u výrobců dechových nástrojů, kteří vyráběli své nástroje tak, aby hrály výš než jejich předchozí modely.[zdroj?]
V historii jsou známy minimálně dva případy, kdy byl komorní tón postupně zvýšen natolik až bylo potřeba nápravy. Na počátku 17. století napsal Michael Praetorius ve svém encyklopedickém Syntagma musicum, že výška ladění je tak vysoko až zpěváci trpí vážně namoženými hlasivkami a loutnisté a gambisté si stěžují na praskající struny. Standardní hlasový rozsah z doby kterou popisuje, ukazuje, že tehdejší komorní tón, alespoň v té části Německa kde žil, byl minimálně o malou tercii vyšší než dnes. Řešení tohoto problému bylo sporadické a spíše jen lokální, ale obecně zahrnovalo zavedení oddělených standardů pro hlas a varhany ("Chorton") a pro komorní soubory ("Kammerton"). Pokud se kombinovaly, např. v kantátě, tak zpěváci a instrumentalisté mohli účinkovat v jiných tóninách. Tento systém udržel navyšování komorního tónu po přibližně dvě století.
Přerod orchestru v nezávislý (na rozdíl od doprovodného) přinesl opětovný nárůst komorního tónu. Toto navyšování lze vidět skrz tehdy používané ladičky. Ladička operní scény v Drážďanech z roku 1815 měla A =  423,2 Hz, zatímco ladička téhož operního domu z roku 1826 měla A =  435 Hz. V milánském La Scala vyrostlo komorní A až na  451 Hz.

### Standardy v 19. a 20. století
Nejsilnějšími odpůrci vzestupné tendence komorního tónu byli zpěváci, kteří si stěžovali na bolesti hlasivek. Převážně díky těmto protestům přijala francouzská vláda dne 16. února 1859 zákon, který stanovil komorní A na  435 Hz. To byl první pokus o standardizaci komorního tónu a stal se známý jako diapason normal. Brzy se stal celkem populárním i mimo Francii a to pod názvy "francouzské ladění", "kontinentální ladění" nebo "mezinárodní ladění" (neplést si s "mezinárodním standardem" uvedeným níže). Takzvaný diapason normal vedl k ladění jednočárkového C na přibližně  258,65 Hz.
Alternativní standardní tón, známý jako filozofický nebo vědecký, určoval jednočárkové C na  256 Hz (t.j. 28 Hz), tedy že komorní A bylo  430,54 Hz v rovnoměrně temperovaném ladění. Snaha tohoto systému byla v matematickém ideálu (frekvence tónů C jsou mocniny dvou). Tento systém ale nikdy nedostal stejného uznání jako francouzské A =  435 Hz a nebyl široce používán. Toto ladění bylo neúspěšně podporováno Schillerovým institutem jako Verdiho ladění, protože italský skladatel Giuseppe Verdi navrhoval mírné snížení francouzského systému. Nicméně doporučené ladění Schillerova institutu pro A = 432 Hz odpovídá Pythagorejskému poměru 27:16 než logaritmickému poměru rovnoměrně temperovaného ladění.
V roce 1885 převzala Rakousko-Uherská vláda francouzský systém a začala jej uvádět jako doporučené komorní A.
Britské pokusy o standardizaci v 19. století daly vzniknout tzv. old philharmonic pitch standard s výškou okolo A =  452 Hz (různé zdroje uvádějí různé hodnoty), které bylo v roce 1896 nahrazeno zřetelně sníženým new philharmonic pitch s A =  439 Hz. Vysoké ladění udržoval sir Michael Costa pro výstavu v Křišťálovém paláci což způsobilo stažení hlavního tenora Simse Reevese v roce 1877, přestože na výzvu zpěváků Birminghamského festivalu bylo ladění po tu dobu sníženo (a varhany přeladěny). V londýnské Queen's Hall bylo zavedeno diapason normal pro Promenade Concerts v roce 1895 (a přeladěny varhany na A = 435,5 Hz při 15 °C aby byly naladěny na A = 439 Hz až se vytopí sál) což způsobilo, že Královská filharmonická společnost, a jiní, nakonec kontinentální ladění přijala.
Protože ladění C = 264 Hz (A =  440 Hz) doporučovala už vědecká konference ve Stuttgartu na základě Scheiblerova výzkumu s jeho tonometrem, občas se současné komorní ladění označuje jako Stuttgartské nebo Scheiblerovo.
V roce 1939 mezinárodní konference doporučila, aby A nad jednočárkovým C bylo laděné na 440 Hz, nyní známé jako komorní A. Mezinárodní organizace pro normalizaci (ISO) jej v roce 1955 převzala jako technický standard v roce 1975 jej potvrdila jako ISO 16. Rozdíl mezi tímto a diapason normal byl kvůli zmatkům ohledně teploty, při níž měl být francouzský standard měřen. Původní standard byl A =  439 Hz, ale byl nahrazen A = 440 Hz po stížnostech, že 439 Hz je velmi obtížné uměle reprodukovat v laboratoři, protože 439 je prvočíslo.

## Komorní tón v současnosti
Přes veškerý historický zmatek je A = 440 Hz jediný oficiální standard a je široce používán po celém světě. Přestože mnoho orchestrů tento standard dodržuje, jsou výjimky. Např. Newyorská filharmonie ladí na A = 442 Hz. Totéž ladění je často používáno v Dánsku, Francii, Maďarsku, Itálii, Norsku a Švýcarsku. Téměř všechny moderní orchestry v Německu a Rakousku ladí na A = 443 Hz, stejně jako některé orchestry v Rusku, Švédsku a Španělsku. Bostonský symfonický orchestr ladí na A = 441 Hz.
V praxi většina orchestrů ladí podle hoboje a většina hobojistů ladí podle elektronické ladičky. Některé orchestry používají elektronický tónový generátor. Pokud se hraje s pevně naladěným nástrojem jako je např. klavír, pak orchestr obvykle ladí podle něj – klavír je obvykle naladěn na standardní komorní A. Celkově se má za to, že se komorní tón od poloviny 20. století zvyšuje, ale narůst je o hodně pomalejší než tomu bylo v minulosti. Naopak některé orchestry, jako třeba Berlínští filharmonikové ladí o něco níže (443 Hz) než ladili dříve (445 Hz).
Mnoho moderních ansámblů, které se věnují barokní hudbě, se dohodlo na A = 415 Hz. V rovnoměrně temperovaném ladění by pokles o půltón níže byl 415,30 Hz a toto je nejbližší zaokrouhlené celé číslo. To umožňuje hrát spolu s moderně naladěnými nástroji pokud je jejich part transponován o půltón níž. Nicméně je častou praxí, zejména u německého baroka, ladit některá díla na Chorton, tj. nadladit přibližně o půltón výš (na cca 460–470 Hz) (např. Bachovy kantáty z doby před jeho působením v Lipsku).
Orchestry na Kubě obvykle ladí A = 436 Hz takže jim struny, které je tam téměř nemožné sehnat, vydrží déle.